# Gabriel Fernàndez i Díaz
Gabriel Fernàndez i Díaz   (Montevideo, 27 de desembre de 1972) és regidor portaveu del grup municipal d'Esquerra Republicana a l'Ajuntament de Sabadell i candidat a l'alcaldia a les eleccions municipals de 2023. També representa la ciutat i la comarca a la Diputació de Barcelona, de la qual és diputat. Es tracta del primer edil de l'Ajuntament de Sabadell nascut fora de la Unió Europea.

## Biografia
Va fer estudis d'arquitecte/enginyer tècnic en un centre de la Universitat del Treball de l'Uruguai. Posteriorment faria un postgrau de mediació per a la integració social a la UAB. Va ser director executiu del Movimiento Scout del Uruguay del 1998 al 2003, quan es va instal·lar a Sabadell. Entre 2003 i 2007 va ser el cap de Programes de Voluntariat de la Fundació Autònoma Solidària, on es va incorporar convidat per Muriel Casals, que la presidia, i Jordi Tolrà, que la dirigia. Posteriorment, entre el 2007 i 2009 va ser el secretari general de la Fundació Escolta Josep Carol, i entre 2012 i 2015 va ser el gerent de l'associació Stop Sida.
Com a activista polític, ha militat en diversos sindicats estudiantils. A Catalunya, va iniciar la seva trajectòria política el 2009 com a director de Ciutadans pel Canvi, formació de la qual va formar part fins al 2012. Durant aquesta etapa, va coordinar la iniciativa legislativa popular (ILP) Llei Electoral de Catalunya. El 2014, va ser candidat a les eleccions al Parlament Europeu com a independent dins la candidatura d'Esquerra Republicana.
Edil al consistori sabadellenc des del 2015, n'ha estat regidor d'Acció Social dins l'equip de govern quadripartit sobiranista i d'esquerres del mandat 2015-2019, amb el també republicà Juli Fernàndez com a alcalde fins al 2017, i Maties Serracant, de la Crida per Sabadell, fins al 2019. Fernàndez va ser, també, tinent d'alcalde d'Acció Social i Drets Civils i regidor de Salut durant uns mesos del 2015, abans de la incorporació d'Unitat pel Canvi i Guanyem Sabadell a la coalició.

## Polèmiques
El seu partit Esquerra Republicana va arribar a un acord amb el Partit Socialista de cara a fer possible el quart cinturó a Sabadell. Fernàndez es va manifestar públicament contra aquest acord, també en nom de la secció local del partit republicà.
A causa d'això de cara a la manifestació contra el quart cinturó a Sabadell es van fer uns adhesius acusant-lo de ser l'alcaldable del quart cinturó a Sabadell.